# Andrisc
|  | Per a altres significats, vegeu «Andrisc (escriptor)». |

Andrisc（en grec antic: Ἀνδρίσκος; en llatí: Andriscus) fou un home d'origen humil, suposadament d'Adramítion, que pretenia ser fill bastard de Perseu de Macedònia.
Amb la idea d'apoderar-se del tron va demanar ajut al selèucida Demetri I Soter (161 aC-150 aC) dient que era fill de la seva germana Laòdice, però Demetri el va detenir i el va enviar a Roma. Va poder escapar-se cap a Macedònia, on va trobar molts partidaris, i ajudat per voluntaris tracis, es va apoderar de bona part de Macedònia i va adoptar el nom de Filip. Va derrotar el pretor Publi Juvenci i es va fer coronar rei l'any 149 aC. El seu regnat va estar marcat per innumerables crueltats i no va durar gaire més d'un any.
Amb ajut de Cartago es va apoderar de Tessàlia. Els romans van enviar contra ell un exèrcit dirigit per Cecili Metel que el va derrotar l'any 148 aC. Andrisc va fugir a Tràcia, però allí un príncep local el va fer presoner i el va lliurar a Metel, que el va portar carregat de cadenes a Roma per celebrar el seu triomf el mateix any 148 aC. En parlen Titus Livi, Diodor de Sicília, Polibi i Pausànias.